# Mammouth de Yukagir
Le Mammouth de Yukagir est un spécimen de Mammouth laineux congelé trouvé en 2002 dans le nord de la Yakoutie, en Sibérie, un immense territoire fréquenté au Pléistocène par les mammouths.

## Découverte
La tête de ce Mammouth laineux, entièrement recouverte de peau et très bien conservée, a été découverte en 2002. Ayant eu vent de la découverte, un explorateur polaire met en place une expédition pour extraire l'animal du permafrost. Un des membres de l'équipe est l'explorateur polaire Bernard Buigues, connu pour ces expéditions au pôle nord et en Sibérie depuis les années 1990, et réputé « chasseur de mammouths ». Il a fallu trois voyages successifs pour extraire l'intégralité de l'animal. Bien que les découvertes de fossiles de mammouths ne soient pas rares dans le monde, ce spécimen se distingue par son très bon état de conservation.

## Anatomie
À partir de ses os et ses énormes défenses, les scientifiques qui se trouvaient sur le site (dont les experts des mammouths Dick Mol et Larry Agenbroad) ont deviné qu'il s'agissait d'un vieux mâle qui pesait certainement environ 5 tonnes de son vivant.
La découverte du mammouth de Yukagir est l'une des plus grandes découvertes paléontologiques du début du siècle, car elle a notamment révélé que les Mammouths laineux avaient des glandes temporales entre les oreilles et les yeux, et le très bon état de conservation de ses pieds a permis d'observer des craquelures sur sa voute plantaire, qui jouaient certainement un rôle pour s'agripper au substrat. Comme les éléphants modernes, les Mammouths laineux marchaient sur leurs orteils, dont la face inférieure était recouverte de coussinets charnus. Parmi d'autres découvertes, le mammouth de Yukagir a révélé que l'espèce pouvait souffrir de spondylodiscite au niveau des vertèbres et d'ostéomyélite.

## Régime alimentaire
Le pergélisol a préservé la tête, les défenses, les pattes avant et une partie de l'estomac et du tractus digestif de l'animal. Les scientifiques ont obtenu des informations sur le régime alimentaire de ces animaux, qui était principalement composé d'herbe. De manière très étonnante, et comme la plupart des restes de végétaux présents dans les bouses, les tiges de graminées ont conservé leur couleur, qu'elles avaient il y a 22 500 ans. En s'appuyant sur le dernier repas du mammouth de Yukagir, les scientifiques ont été capables de découvrir des choses sur les ancêtres des éléphants et de resituer sa place dans l'environnement de l'époque, ainsi que de redéfinir l'importance des champignons dans le cycle alimentaire des steppes à mammouths.